# Futsal en France
Le futsal est une pratique en développement en France.
La discipline apparaît à la fin des années 1990 en France. Ses règles et sa dérivation du football sont remises en question par les Fédérations opposées, la Fédération française de football et l'Union nationale des clubs de futsal. En 1997, la FFF obtient la délégation de l'organisation d'un championnat de futsal en France par le ministère des Sports.
La Coupe de France existe depuis 1994 et le championnat national FFF est mis en place en 2007. De son côté, l'UNCFs créée sa Coupe la même année et son championnat en 2010.

## Histoire

### Genèse (années 1970 à 1990)
Créé en 1930 en Uruguay, « le football de salon » n’apparaît en France qu’à la fin des années 1970, à l’initiative des associations de quartier de grandes villes. Durant cette décennie, une équipe cannoise menée par Amador Lopez participe à un tournoi au Brésil.
En 1978, Amador Lopez, animateur de la MJC Frayère, crée le premier club de futsal en France, dans le quartier de La Bocca, le Cannes Bocca Futsal. N'ayant pas l'agrément du Ministère des Sports, il doit se résoudre à intégrer une structure plus importante et poursuit son œuvre au sein de l'UFOLEP, fédération affinitaire multisports, qui jouit d'un agrément ministériel.
Deux ans plus tard, le premier club de Midi-Pyrénées est créé. Il s'agit d'une section « foot brésilien » mise en place par Christian Quinchon au sein du Foyer de Jeunes et d’Éducation Populaire et Sportive (FJEPS) de Blagnac, après qu'il a assisté à un tournoi de futsal à Cannes.
La première organisation française de futsal, l’Association française de futsal (AFFS), est créée en 1988. Elle se concentre sur le Sud de la France.

### Premières compétitions (années 1990 à 2010)
Pour autant, le futsal se développe peu dans le Sud de la France malgré sa présence en Italie et Espagne depuis les années 1950-1960. Le développement en France arrive davantage de Belgique, où le futsal y est autant développé que dans les pays frontaliers du Sud, et d'Allemagne, qui possède une culture du football en salle à proprement parler et pratiqué l'hiver par les footballeurs. Ainsi les régions du Nord-Pas-de-Calais, d'Alsace-Lorraine et également la région Rhône-Alpes sont les premières zones de développement. L'ouest de l'hexagone et, dans une moindre mesure, la région parisienne sont alors absents.
En 1994, la Coupe de France de futsal de la Fédération française de football (FFF) voit le jour. Les trois premières éditions sont remportées par des clubs de la Ligue Rhône-Alpes, qui devient rapidement la locomotive du futsal français.
Au niveau des organismes gérant le futsal, l'Union nationale des clubs de futsal (UNCFs) et la Fédération française de football (FFF) sont dos-à-dos depuis juin 1997. À ce moment, la FFF obtient la délégation de l'organisation d'un championnat de futsal en France par le ministère des sports. Décision mal vaincue par l'union indépendant. La FFF a donc largement hérité de cette première carte du futsal français, où les places fortes
Après l'équipe de France FFF créée en quelques mois en 1997, le développement du futsal en France fait partie des missions d'Aimé Jacquet lors de sa nomination en tant que Directeur technique national en 1998. Les clubs de la Ligue du Nord-Pas-de-Calais prennent ensuite le pouvoir avec sept victoires en treize éditions de la Coupe nationale futsal entre 1997-98 et 2008-09.
En 2004, Pierre Jacky devient sélectionneur des Bleus et se souvient : « Au début, nous n'avions pas de championnat donc on faisait une équipe de France avec des joueurs de foot (traditionnel), complétée avec des « futsaleurs » de la Ligue du Nord qui jouaient à l'époque en Belgique ».

### Mise en lumière progressive (depuis années 2010)
La Ligue de Paris Île-de-France truste à présent les meilleurs résultats. Après la victoire du Roubaix Futsal en 2008, les clubs franciliens s'attribuent les sept éditions suivantes du championnat de France et les six Coupes nationales, après la victoire de l’ASF Roubaix en 2008-2009.
La FFF recense 15 600 licenciés en 2010-2011, soit une hausse de 12% par rapport à l'année précédente. 
Si la Fédération française de football (FFF) recense environ 27 388 licenciés "spécifiques" pour la saison 2016-2017, elle estime à plus de 200 000 le nombre de pratiquants qui jouent au futsal en plus du football à 11, notamment lors de mini-tournois en hiver. Dans le scolaire, il s'agit même du deuxième sport le plus pratiqué avec plus de 150 000 « futsaleurs » garçons inscrits à l'UNSS. « Un chiffre en progression de 20% chaque année » selon Pierre Jacky.
Lors de la qualification de l'équipe de France pour son premier Championnat d'Europe en 2018, la FFF espère capitaliser sur la médiatisation de celle-ci. La France est la seule nation amateure de la compétition, dont uniquement Kévin Ramirez vit alors du futsal. Certains internationaux aimeraient alors bénéficier dès à présent de contrats fédéraux, à l'image de ce que font certains clubs de National, pour pouvoir se consacrer pleinement à leur carrière.
Pour rattraper le retard sur les nations majeures et hisser la discipline vers le professionnalisme, le président de la Fédération Noël Le Graët lance en 2017 un plan de développement de cette pratique. Outre la réhabilitation de plusieurs terrains laissés à l'abandon et la structuration progressive des clubs de l'élite, la FFF crée un pôle espoir pour la rentrée scolaire 2018. « On va regrouper au sein d'un lycée en France une vingtaine de gamins. On peut penser que cette classe d'âge de 16-18 ans va, dans dix ans, permettre à l'équipe de France de rivaliser avec les meilleures équipes en Europe et dans le monde », espère Pierre Jacky.
En dépit d’un manque d’infrastructures, la FFF revendique 30 000 licenciés de futsal début 2018, auxquels il faut ajouter tous les footballeurs licenciés qui pratiquent les deux sports, soit environ 250 000 personnes. La FFF dépose à ce moment sa candidature pour l’accueil du prochain Euro 2022.
En 2019-2020, la FFF compte près de 30 000 licenciés et une augmentation de 12 % en cinq ans.
Comme le football féminin auparavant, plusieurs clubs masculins professionnels de football créent leur section futsal. Le Valenciennes FC est le premier club professionnel à mettre sur pied son équipe de futsal. En 2017, l'AC Ajaccio absorbe un club existant et crée sa section. En 2019, l'Olympique lyonnais et l'ex-international Joël Fréchet se lancent. En octobre 2021, le RC Strasbourg et Le Mans FC disposent aussi de leur équipe,. Ajaccio devient le premier à accéder au niveau national en 2020 puis dans l'élite en 2023.
En mars 2023, 35 000 licenciés futsal sont recensés par la FFF. Fin août de la même année, la FFF annonce un plan de développement pour le futsal incluant 18,4 M€ d'investissement d'ici à 2025, la candidature à l'organisation de l'Euro 2026 et la création de l'équipe de France féminine. En 2024, les clubs français de futsal publient un communiqué pour dénoncer le manque d'aide aux clubs, notamment pour améliorer leurs infrastructures et embaucher un entraîneur qualifié pour chaque club, affirmant n'avoir rien reçu depuis l'annonce du plan. Ils ajoutent que les moyens semblent illimités pour les sélections nationales mais ne permettent pas la pratique de masse. La fédération répond que les clubs peuvent trouver plus de sponsors si le sport est médiatisé, ce qui passe par les sélections nationales.

## Deux fédérations

### Fédération française de football (depuis 1997)
| Championnat                            | Coupe                             |
| -------------------------------------- | --------------------------------- |
| Sporting Paris (5) Kremlin-Bicêtre (4) | Sporting Paris (6) Roubaix FA (5) |
| Mise à jour : fin de saison 2021-22    |                                   |

La Fédération française de football (FFF), sous l’impulsion de sa hiérarchie européenne (UEFA) et mondiale (FIFA), organise des compétitions de futsal en appliquant les règles dites « Futsal FIFA 2000 », ces dernières inspirées à 80 % des règles AMF. En juin 1997, la FFF obtient la délégation de l'organisation d'un championnat de futsal en France par le ministère des sports,. 
Le 22 mars 2022, la FFF et le ministère des Sports signent le nouveau contrat de délégation de service public relatif à l’organisation du football, du futsal, du beach soccer ainsi que de trois nouvelles pratiques : le foot5, le futnet et le foot en marchant jusqu’au 31 décembre 2025.

### Association spécialiste

#### AFFS puis UNCFs (2002-2014)
La première organisation française de futsal, l’Association française de futsal (AFFS), est créée en 1988. Elle se concentre sur le Sud de la France.
En mai 2002, certains dirigeants de clubs de futsal créent un syndicat sous le régime associatif de la loi de 1901, nommé Union nationale des clubs de futsal (UNCFs) ayant pour objet de défendre les droits et les intérêts des Clubs de Futsal. En juillet 2003, l'UNCFs demande au Comité directeur de la Fédération française de football de reconnaître ce syndicat comme « union d'association reconnue ». Les motivations du refus de l'instance amènent l'UNCFs à suspendre toute relation avec cette organisation. Les dirigeants de l'UNCFs prennent la décision de se consacrer exclusivement au développement d'une fédération française de futsal autonome et indépendante, entièrement vouée à la pratique de ce sport, selon les règles promues par l'Association mondiale de futsal (AMF). L'agrément ministériel de fédération sportive est un des objectifs poursuivis par l'UNCFs.
L’UNCFs est affiliée à l’AMF et est reconnue par celle-ci comme organisation délégataire du futsal original dans l'hexagone. L’UNCFs est également affiliée à l’Union européenne de futsal (UEFS), la Confédération européenne de futsal de l'AMF. L’UNCFs organise chaque année plusieurs compétitions de futsal sur l’ensemble du territoire français, aussi bien au niveau national (Ligue et Challenge), que régional et départemental, via ses ligues régionales et comités départementaux de futsal.

#### Association française (depuis 2014)
À la suite d’un conflit interne, à l’issue de la saison 2013-2014, l’UNCFs cesse d'organiser le Futsal AMF en France et l’Association française de futsal (AFF) voit le jour. Elle obtient la reconnaissance de l’UEFs et de l’AMF, puis participe à la création de la nouvelle entité AMF en Europe, la Futsal European Federation (FEF), après l’expulsion de l'UEFs en 2017.
L’Association française de futsal organise un championnat national en deux poules géographique (nord et sud), la KLF, dont le vainqueur participe à l'AMF Intercontinental Futsal Cup. En dessous se trouvent les championnats de comités (régionaux et départementaux). Les départements les plus actifs au sein de l’AFF sont le Gard, le Vaucluse, Bouches du Rhône, l’Hérault, le Loir-et-Cher et la région Centre-Val de Loire dans son ensemble. Il existe une Coupe de France où est invité tout club souhaitant découvrir ce sport.

## Compétitions
| Organisateur | FFF                                               | UNCFs puis AFF                   |
| ------------ | ------------------------------------------------- | -------------------------------- |
| Championnat  | Division 1 (depuis 2007) Division 2 (depuis 2013) | Ligue nationale (depuis 2010)    |
| Coupe        | Coupe de France (depuis 1994)                     | Challenge national (depuis 2007) |

### Au sein de la FFF
La première compétition nationale de futsal, créée en 1994, est la Coupe de France de futsal. De 2005 à 2009, son vainqueur représente la France en Coupe de l'UEFA. En 2007, la Fédération française de football met en place un championnat, le Challenge national de Futsal, regroupant des clubs issus des meilleures ligues régionales. Le Championnat de France de futsal lui succède pour la saison 2009-2010, dont le champion devient le nouveau qualifié en coupe d'Europe.
En 2013, le futsal FFF continue de se structurer avec le passage du championnat de France en une poule unique, nommée Division 1, et la création d'une Division 2 à deux groupes.
| Club                   | Saison qualifié en compétition UEFA                                      |
| ---------------------- | ------------------------------------------------------------------------ |
| Sporting Paris         | 5 : 2011-2012 (en), 2012-2013 (en), 2013-2014, 2014-2015 (en), 2022-2023 |
| Kremlin-Bicêtre United | 4 : 2010-2011 (en), 2015-2016 (en), 2016-2017, 2018-2019                 |
| Roubaix FA             | 3 : 2005-2006, 2006-2007, 2008-2009 (en)                                 |
| ACCS                   | 2 : 2020-2021, 2021-2022                                                 |
| Issy Futsal            | 1 : 2007-2008                                                            |
| Roubaix AFS            | 1 : 2009-2010 (en)                                                       |
| Garges Djibson ASC     | 1 : 2017-2018                                                            |
| Toulon Élite Futsal    | 1 : 2019-2020                                                            |

### À l'UNCFs puis l'AFF
En 2007, l'UNCFs lance sa première compétition nationale avec la Coupe de France de futsal AMF. En parallèle, la FFF met en place son Challenge national, sous forme de championnat. La FFF compte 2 145 licenciés franciliens, en augmentation de plus de 16 % par rapport à la saison précédente.
En 2010, l'UNCFs créé aussi son championnat, nommé Ligue nationale.
En France, plusieurs compétitions de futsal sont organisées depuis 2014 sous l'égide de l'Association Française de Futsal :
1. La Ligue nationale de futsal ou Trophée Juan Carlos Ceriani Gravier est une compétition régulière de futsal organisée toute l'année sous la forme d'un Championnat national. Le vainqueur de cette épreuve se qualifie pour la Coupe d’Europe des Clubs Champions UEFs jusqu'en 2017, puis la Ligue des champions FEF depuis le changement de confédération européenne.
2. La Challenge national de France de Futsal AMF ou Trophée Amador Lopez est une compétition régulière de futsal organisée une partie de l'année sous la forme d'une Coupe nationale. Le vainqueur de cette épreuve se qualifie pour la Coupe d’Europe UEFs jusqu'en 2017, puis FEF Cup depuis le changement de confédération européenne.

## Personnalités

### Dirigeants notables
Amador Lopez ...
Michel Muffat-Joly, président du District départemental de football de l'Isère depuis 1992, accompagne l'équipe de France FFF dès ses premières heures en mars 1997. Il participe au développement du futsal en France dès 1995 avec la mise en place de la Coupe nationale. Il devient président de la Commission fédérale de futsal et chef de délégation de la sélection. Il est ensuite à l’origine de la création du Championnat de France FFF. Michel Muffat-Joly poursuit sa mission de développement avec la licence club-futsal, le label jeunes futsal, la certification des entraîneurs ou encore la réforme de l'arbitrage spécifique. Cela jusqu'au décès de celui surnommé « Monsieur Futsal » en décembre 2020 des suites du Covid-19.
Philippe Lafrique, membre du comité exécutif de la Fédération française de football (FFF) et chef de la délégation de futsal, gère le plan de développement lancé en 2017.

### Statut des joueurs
Lors du lancement du Championnat de France en 2009-2010, les clubs peuvent aligner jusqu'à six joueurs possédant un double licence FFF (football-futsal) ainsi que six joueurs mutés d'un autre club la première saison. Afin de tendre vers une spécialisation des joueurs en futsal, il est prévu que ces "quotas" soient ensuite progressivement rabaissés les saisons suivantes.
En 2010-2011, le Sporting Paris, où jouent plusieurs Brésiliens et le meilleur Français (Alexandre Teixeira), offre alors des salaires qui peuvent aller jusqu'à 1 500 €.
Début 2014, Jean-Marc Benammar, ancien secrétaire général du club FFF de Paris Métropole Futsal, déclare : « Certains joueurs font l’aller-retour avec la Belgique le vendredi pour jouer dans la Ligue belge et reviennent le samedi pour jouer en championnat. (...) En plus de ça, ils bossent à côté ». Alexandre Teixeira, alors meilleur joueur français de sa génération, gagne 1 500 euros par mois.
En 2020, le futsal tricolore est intégralement amateur. Depuis 2015, les clubs peuvent proposer des contrats professionnels qui ne sont pas homologués par la FIFA. Les rares joueurs concernés sont donc protégés par le droit du travail mais pas par les instances internationales.
À partir de 2021, les clubs peuvent engager les joueurs sous contrat fédéral. Le manager du Nantes Métropole Futsal Christophe Benmaza déclare en octobre 2021 « Aujourd’hui dans les clubs, tout le monde travaille au moins à mi-temps, les joueurs sont très sollicités ».

## Futsal féminin
Le tout premier tournoi national féminin de futsal en France a lieu en septembre 2021. En décembre de la même année, la Commission fédérale futsal de la Fédération française de football propose la création d’un Challenge National Féminin Futsal ouvert à tous les clubs des ligues métropolitaines. La compétition est mise en place en 2022-2023. À la rentrée suivante, l'équipe de France féminine FIFA est mise en place.
L'équipe de France féminine de futsal affiliée à l'Association française de futsal, non-reconnue par la FIFA, existe avant celle FFF.

## Aspects économiques et médiatiques

### Aspect économique
Au terme de édition 2010-2011 du championnat FFF, les finalistes Sporting Paris et Paris Métropole ont un budget compris entre 180 000 € et 200 000 €. Ces sommes sont alors comparables à celles d'équipes de CFA 2 (5e division) en football à 11.
Début 2014, Jean-Marc Benammar, ancien secrétaire général du club FFF Paris Métropole Futsal, déclare : « En championnat de France de futsal (FFF), il y a quatre clubs qui survolent le championnat (Paris Sporting Club, Cannes Bocca, Kremlin United et Erdre Atlantique) et ils tournent à une moyenne de 200 000, 300 000 euros de budget annuel. C'est l’équivalent d’un club de promotion d’honneur de football traditionnel ».
À partir de l'été 2021, les clubs sont soumis pour la première fois à la Direction nationale du contrôle de gestion de la Fédération française de football. Trois clubs de D1 sont sanctionnés dès la première année dont ACCS rétrogradé pour mauvaise gestion financière seulement deux jours après son titre de champion de France.
Pour la saison 2023-24, la licence club mise en place par la FFF passe de 24 000 à 50 000 euros par an.

### Soutien populaire
En août 2024, en préparation de la Coupe du monde contre l'Argentine, environ 4000 spectateurs sont présents dans les travées du Co'Met d'Orléans, un record pour la discipline dans l'Hexagone.
Lors de la saison 2021-2022 de D1, le record d'affluence est battu une première fois en novembre 2021, par l'Étoile lavalloise. Lors de la réception de Béthune à l'Espace Mayenne, 3 051 spectateurs constituent le record d’affluence en Championnat (hors phase finale), loin devant la rencontre Montpellier-Kremlin Bicêtre en mars 2017 (2 521 spectateurs au Palais des Sports René-Bougnol). Début décembre, Laval bat son propre record contre Paris ACASA (3 211 spectateurs).
Le record d’affluence dans la compétition reste la finale de 2018-2019 à Toulon entre le TEF et l'ACCES FC (3.500 spectateurs le 25 mai 2019). Celui national est le barrage aller qualificatif pour l’Euro 2018, France-Croatie à Orchies le 12 septembre 2017 (3 872 spectateurs).
| # | Affluence | Date              | Lieu                                        | Compétition               | Match                            |
| - | --------- | ----------------- | ------------------------------------------- | ------------------------- | -------------------------------- |
| 1 | 4 000     | 31 août 2024      | Orléans, Co'Met                             | match amical              | France - Argentine               |
| 2 | 3 872     | 12 septembre 2017 | Orchies, Davo Pévèle Arena                  | Euro 2018 - barrage       | France - Croatie                 |
| 3 | 3 500     | 25 mai 2019       | Toulon, Palais des sports Jauréguiberry     | D1 2018-2019 - finale     | Toulon EF - ACCES FC             |
| 4 | 3 211     | 11 décembre 2021  | Laval, Espace Mayenne                       | D1 2021-2022 - 9e journée | Étoile lavalloise - Paris ACASA  |
| 5 | 3 051     | 6 novembre 2021   | Laval, Espace Mayenne                       | D1 2021-2022 - 5e journée | Étoile lavalloise - Béthune F.   |
| 6 | 2 521     | mars 2017         | Montpellier, Palais des sports René-Bougnol | D1 2016-2017 - ? journée  | Montpellier MF - Kremlin-Bicêtre |

### Audience télévision
Le huitième de finale de Ligue des champions 2020-2021 entre ACCS et le FC Barcelone attire 340 000 spectateurs sur la chaîne L’Équipe. Lors de l'Euro 2018, le match des Bleus contre l’Espagne amène plus de 500 000 personnes. La diffusion audiovisuelle est rare mais devient récurrente à partir de la saison 2021-2022 avec l’apparition de la chaîne payante Futsal Zone.